# 2012년 말리 쿠데타
2012년 말리 쿠데타는 2012년 3월 21일에 이탈한 말리 군인들이 말리의 수도인 바마코의 국영 방송국 및 대통령실 등을 공격하여 발생한 사건이다.

## 같이 보기
- 2020년 말리 쿠데타